# ジャレコレ
『ジャレコレ』（英: JALECOlle）は株式会社シティコネクションが2024年8月から展開を行う、同社がIPを保有するゲームメーカー・ジャレコのゲームソフトを復刻するプロジェクト。

## 概要
『ジャレコレ』は、『忍者じゃじゃ丸くん』や『シティコネクション』といったジャレコの著名タイトル以外を復刻することを主な目的とするプロジェクトである。
シティコネクションは2020年7月に配信されたNintendo Switch版『星をみるひと』を皮切りに、入手困難となっているクラシックゲームを便利機能や付加要素を追加して復刻するプロジェクト『Memory Clip』を展開している。『ジャレコレ』はその流れを汲みつつ、シティコネクションがIPを持つジャレコのタイトルに特化したシリーズとなっている。
シティコネクションは2024年7月23日に『ジャレコレ ファミコン編（英: JALECOlle Famicom Ver.）』と銘打ち、ジャレコのファミリーコンピュータ用ソフトを、アクションゲームを中心に、2024年8月1日からNintendo Switch向けに発売することを発表した。2024年7月時点で月1本程度の配信間隔、10タイトルの配信を予定している。
タイトルの選定にあたってはファンの声や配信時期の季節感なども考慮しつつ、同社がタイトルを提供している『Nintendo Switch Online』や『バーチャルコンソール』などでも復刻される機会の少なかったタイトルを中心にラインナップを構成するとしている。エミュレーションエンジンには、シティコネクションの自社開発による「AKUU Engine（亜空エンジン）」を採用している。
本シリーズではエミュレータの機能として、以前の状態に復帰できる「巻き戻し」機能、ゲーム状態を保存できる「クイックセーブ」機能などが搭載されるほか、原作の発売当時のパッケージや説明書などを閲覧できる機能も搭載される。また、一部のタイトルでは日本地域や海外地域で発売されたバージョンを同時に収録し、それぞれの文章を日本語および英語で翻訳したものが字幕で表示できる機能も搭載される。

## 配信タイトル

### 凡例
- このリストはシティコネクションの『ジャレコレ ファミコン編』公式サイトに掲載されたリストを元としている[10]。
- ジャレコレは日本内外で展開されているシリーズだが、配信日は日本国内におけるものを記載している。

### タイトルリスト
| 配信日           | タイトル                             | 原作の機種                    | 原作の発売年 | 対応機種          | 備考                                                 |
| ---------------- | ------------------------------------ | ----------------------------- | ------------ | ----------------- | ---------------------------------------------------- |
| - 2024年8月1日   | ピンボールクエスト                   | ファミリーコンピュータ        | 1989年       | - Nintendo Switch | - 日本版、海外版を収録                               |
| - 2024年8月8日   | 妖怪倶楽部                           | ファミリーコンピュータ        | 1987年       | - Nintendo Switch |                                                      |
| - 2024年9月26日  | バイオ戦士DAN インクリーザーとの闘い | ファミリーコンピュータ        | 1987年       | - Nintendo Switch |                                                      |
| - 2024年12月19日 | 西遊記ワールド                       | ファミリーコンピュータ        | 1988年       | - Nintendo Switch |                                                      |
| - 2024年12月26日 | ピザポップ                           | ファミリーコンピュータ        | 1992年       | - Nintendo Switch | - オリジナルバージョン、エクステンドバージョンを収録 |
| - 2025年4月24日  | マジック・ジョン                     | ファミリーコンピュータ        | 1990年       | - Nintendo Switch | - 日本版、海外版『Totally RAD』を収録                |
| - 2025年6月5日   | The Last Ninja                       | Nintendo Entertainment System | 1990年       | - Nintendo Switch | - 日本国内未発売タイトル                             |
| - 2025年8月7日   | 西遊記ワールドII 天上界の魔神        | ファミリーコンピュータ        | 1990年       | - Nintendo Switch | - 日本版、海外版『WHOMP'EM』を収録                   |
| - 配信日未定     | 妖精物語ロッド・ランド               | ファミリーコンピュータ        | 1992年       | - Nintendo Switch |                                                      |